# Theridion elisabethae
Theridion elisabethae är en spindelart som beskrevs av Roewer 1951. Theridion elisabethae ingår i släktet Theridion och familjen klotspindlar. Inga underarter finns listade i Catalogue of Life.